# Domokos Szilágyi

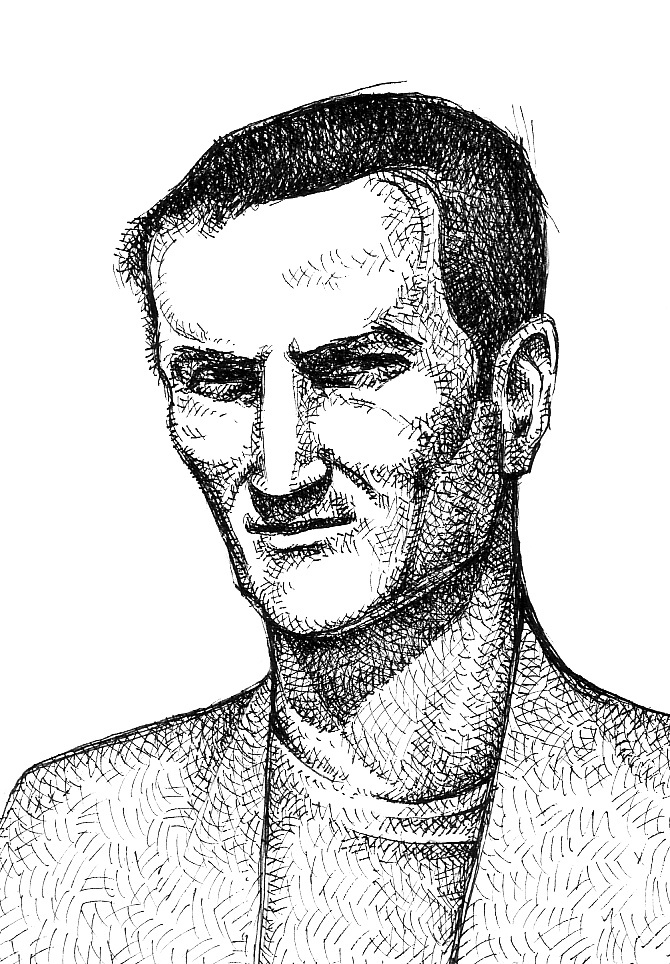
Domokos Szilágyi

Domokos Szilágyi (1938, Șomcuta Mare –1976, Cluj-Napoca) a fost un scriitor maghiar din România, autor de poezie, poezie pentru copii, proză, traduceri.
1. 1 2  Domokos Szilágyi, Autoritatea BnF
2. 1 2  Szilágyi Domokos, Magyar életrajzi lexikon, accesat în 9 octombrie 2017
3. ↑  Autoritatea BnF, accesat în 25 martie 2017